# Гусятинська центральна районна клінічна лікарня
Комунальне некомерційне підприємство Гусятинська Комунальна Районна Лікарня — лікувальний заклад у смт Гусятині Тернопільської області України.

## Історія
В епоху середньовіччя медична допомога на Гусятинщині надавалася священиками та монахами. Зокрема, монастир у Гусятині мав окремі келії для хворих та покалічених. Практикували цирульники, костоправи, баби-повитухи, знахарі, широко застосували мали лікувальні трави, заговори, «скидання вроків».
В 1772 р. в Гусятині розміщено австрійський гарнізон, що користувався послугами армійського лейб-медика. У 1880 р. в Гусятині відкрито лікарню на 16 ліжок, працювало 4 лікарів.
На початку XX століття в містечку працював уродженець краю лікар Королик, але помер у молодому віці, заразившись від пацієнта.
Під час першої світової війни в Гусятині розгортались військові шпиталі австро-угорської та російської армій. За Польщі була побудована лікарня в районі залізничного вокзалу. Наприкінці 1930-х працювали лікарі І. Йопша та І. Малиновський. Також був акушер-гінеколог, два дантисти, аптекар Петерсієв.
Під час німецької окупації лікарі І. Йошпа та Е. Маркус переховувалися в людей у с. Трибухівцях. Лікарню в Гусятині очолював І. Малиновський, якому допомагали лікарі Куніцький, Комаровський, Зарицький.
У березні 1944 організовано райздороввідділ, який очолив І. Йошпа. Створюється амбулаторія у складі завідувача фельдшера Т. Парамея, акушерки М. Пінчук та завідувачки аптеки Б. Фаєр. Стаціонар, через відсутність у Гусятині приміщення, розгорнуто в с. Личківцях (головний лікар О. Нечаєнко). У квітні 1944 р. в містечко прибувають терапевт А. Білінська та хірург В. Стацький. З серпня 1944 стаціонар із Личківців переводять у Гусятин. У квітні 1945 р. його очолює Н. Рижак. У 1946 р. стаціонар розширюється до 35 ліжок. Райздороввідділом завідували В. Шкробот, М. Ткаченко, Г. Гладкий, П. Дерев'янчук.
З 1 січня 1947 р. в Гусятинській лікарні розгорнуто 50 ліжок, головним лікарем призначають В. Шкробота. Розгортається хірургічний відділ, епідбригада, клінічна лабораторія. Наприкінці 1947 стаціонар, амбулаторію і лабораторію об'єднано в один заклад.
У 1950 лікарня має хірургічний відділ з ЛОР-ліжками, терапевтичний відділ з дитячими ліжками, пологовий відділ із гінекологічними ліжками, інфекційний та поліклінічний відділи. Зростає число лікарів. У липні 1957 р. райздороввіділ ліквідовується, охорону здоров'я очолює головний лікар центральної районної лікарні. Наприкінці 1958 головним лікарем Гусятинської лікарні стає В. Богач, а з квітня 1960 А. Павлов.
1 січня 1963 р. Гусятинський район об'єднано з Чортківським і лікарня на два роки отримала назву — Гусятинська номерна лікарня № 3. Але вже з 1965 р. відновлено Гусятинський район у складі колишніх Гусятинського, Копиченського та Гримайлівського районів. Головним лікарем району стає П. Скрипник. Після його смерті з березня 1973 р. головним лікарем стає М. Парамей. Лікарня розширюється до 250 ліжок за рахунок ліквідації Личківської, Товстенської та Самолусківської лікарень.
У 1974 розпочато і в 1978 закінчено будівництво 3-поверхового терапевтичного корпусу. Розпочато будівництво 4-поверхового корпусу поліклініки. Організовані травматологічна, анестезіологічна, кардіологічна служби, сучасна лабораторія. В 1981 р. головним лікарем призначається А. Гаврилюк. У 1983 р. стала до ладу нова поліклініка і розпочалося будівництво нового 4-поверхового терапевтичного корпусу, яке завершилося наприкінці 1985 р. В наступні роки організовано анестезіологічний відділ, впроваджено УЗД-діагностику, фіброгастроскопію, лазеротерапію.
У 1990 р. завершено будівництво господарського корпусу лікарні (харчоблок, пральня, гаражі). З 1990 розпочато будівництво нового хірургічного корпусу. Потужність лікарні збільшилася до 410 ліжок. У 1995 р. в Гусятинській лікарні працювало 90 лікарів, 255 середніх медпрацівників. Загалом ліжковий фонд району становив 735 ліжок, медичну допомогу надавали 173 лікарі.

## Персонал

### Головні лікарі
- О. Нечаєнко — 1944 — квітень 1945
- Н. Рижак — квітень 1945
- Василь Шкробот — 1946—1959[1]
- В. Богач — 1959 — квітень 1960
- А. Павлов — квітень 1960—1965
- П. Скрипник — 1965 — березень 1973
- М. Парамей — березень 1973—1981
- А. Гаврилюк — 1981—
- Василь Петрович Веселовський — нині

### Лікарі
- Юрій Ковальчук — завідувач хірургічного відділення з 2000
- Ніна Олійник — лікар-гінеколог у 1978—1983[2]